# Cayman Airways
Cayman Airways is de nationale luchtvaartmaatschappij van de Kaaimaneilanden. Cayman Airways is gevestigd in Grand Cayman en opereert als internationale- en binnenlandse luchtvaartmaatschappij. Cayman Airways begon met haar eerste vluchten op 7 augustus 1968.

## Vloot
| Cayman Airways-vloot (per oktober 2020) | Cayman Airways-vloot (per oktober 2020) | Cayman Airways-vloot (per oktober 2020) | Cayman Airways-vloot (per oktober 2020) | Cayman Airways-vloot (per oktober 2020) | Cayman Airways-vloot (per oktober 2020) | Cayman Airways-vloot (per oktober 2020)                                 | Cayman Airways-vloot (per oktober 2020) |
| Toestel                                 | Totaal                                  | Bestellingen                            | Passagiers                              | Passagiers                              | Passagiers                              | Levering/opmerkingen                                                    |                                         |
| Toestel                                 | Totaal                                  | Bestellingen                            | Business Class                          | Economy Class                           | Totaal                                  | Levering/opmerkingen                                                    |                                         |
| --------------------------------------- | --------------------------------------- | --------------------------------------- | --------------------------------------- | --------------------------------------- | --------------------------------------- | ----------------------------------------------------------------------- | --------------------------------------- |
| Boeing 737-300                          | 2                                       | 0                                       | 8                                       | 114                                     | 122                                     | Wordt tussen 2018 en 2020 vervangen door de Boeing 737 MAX 8.           |                                         |
| Boeing 737 MAX 8                        | 2                                       | 2                                       | 16                                      | 144                                     | 160                                     | Wordt tussen 2018 en 2020 geleverd te vervanging van de Boeing 737-300. |                                         |
| DHC 6-300 Twin Otter                    | 2                                       | 0                                       | 0                                       | 20                                      | 20                                      |                                                                         |                                         |
| Saab 340                                | 2                                       | 0                                       | 0                                       | 34                                      | 34                                      |                                                                         |                                         |
| Totaal                                  | 8                                       | 4                                       |                                         |                                         |                                         |                                                                         |                                         |